# Klatschen an Fenstern während der Covid-19-Pandemie

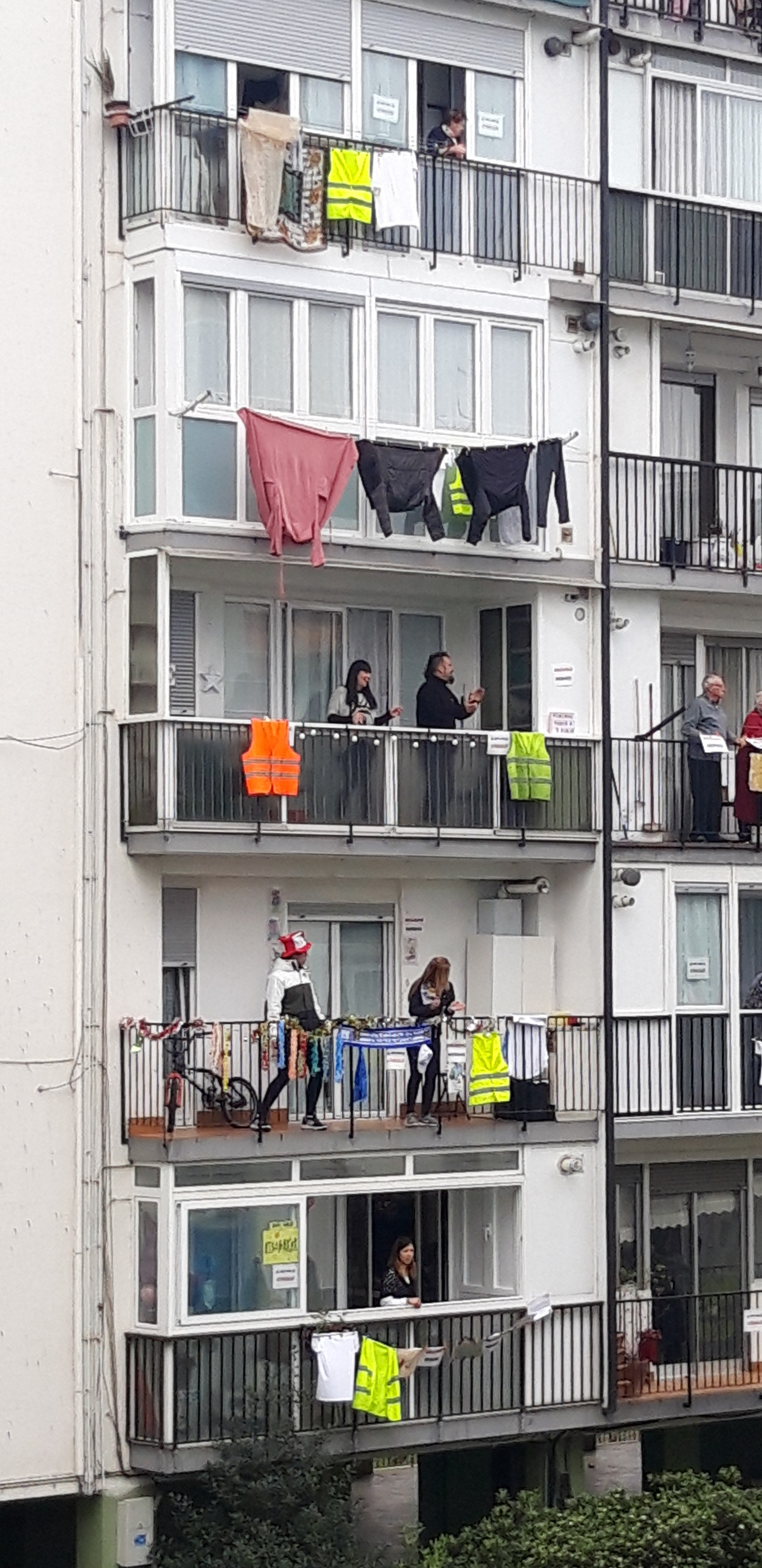
Applaus an den Fenstern während der COVID-19-Pandemie in Spanien in Lasarte-Oria am 29. März 2020.

Das Klatschen an den Fenstern während der COVID-19-Pandemie war ein weltweites Phänomen während der Massenquarantäne in der ersten Hälfte des Jahres 2020. Es wurde von Menschen in vielen Ländern übernommen, um sich bei den Beschäftigten des Gesundheitswesens zu bedanken.
Das Phänomen fand in vielen Ländern statt und nahm auch auf internationaler Ebene große Ausmaße an:
- Andorra[1]
- Deutschland[2][3]
- Argentinien: Buenos Aires[4]
- Österreich[5]
- Belgien: Brüssel[6]
- Kanada[7]
- Chile: Santiago[8]
- Volksrepublik China[9]
- Kolumbien: Bogota[10]
- Kroatien[11]
- Kuba[12]
- Ecuador: Quito[13]
- Vereinigte Arabische Emirate: Dubai[14]
- Spanien[15]
- Frankreich[16]
- Indien: Bombay[17]
- Irland[18]
- Israel[19]
- Italien[20]
- Mexiko: Mexico[21]
- Neuseeland[22]
- Niederlande: Amsterdam[23]
- Panama: Panama-Stadt[24]
- Paraguay: Asuncion[25]
- Peru: Lima[26]
- Vereinigtes Königreich[27]
- Schweiz[28]
- Thailand: Bangkok[29]
- Türkei[30]
- Uruguay: Montevideo[31]
- Ungarn[32]

## Formen des Rituals
Die Praxis des Fensterklatschens nahm durch seine Festgelegtheit, die Wiederholung und die Synchronisation jeden Abend um 20 Uhr die Form eines sozialen Rituals an.

### In Spanien
In Spanien wurden die Bewohner von Madrid am 14. März 2020 während des Lockdowns über soziale Netzwerke aufgefordert, den Pflegekräften unter dem Motto spanisch aplauso sanitario ‚Applaus für die Pflegekräfte‘ zu applaudieren, woraufhin sich das Ritual auf andere Teile des Landes ausweitete. Der Applaus fand um 22 Uhr statt.

### In Frankreich

#### Beschreibung des Phänomens
In Frankreich wurden die Hashtags #OnApplaudit und #TousALaFenêtre nach der Entscheidung von Präsident Emmanuel Macron, eine Isolationsmaßnahme durchzuführen, immer populärer. Die Parole wird von mehreren französischen Abgeordneten übernommen und ist von der italienischen Praxis inspiriert. « À 20 h, on vient applaudir ! Rendez-vous sur vos balcons et à vos fenêtres pour applaudir ensemble celles et ceux qui sont mobilisés pour le bien de tous. » (deutsch: „Um 20 Uhr kommen wir zum Klatschen! Wir treffen uns auf unseren Balkonen und an unseren Fenstern, um gemeinsam denjenigen zu applaudieren, die sich für das Wohl aller einsetzen.“)
Nach Debatten über die richtige Uhrzeit (19.00 Uhr oder 20.00 Uhr) fand der tägliche Applaus schließlich um 20.00 Uhr statt und wurde ab dem zweiten Tag sehr intensiv. Während die Fernsehansprachen des französischen Präsidenten normalerweise um 20 Uhr stattfinden, wurde die Ansprache am 13. April um zwei Minuten verschoben, um dem Applaus Zeit zu geben, sich zu entfalten.
Als synchronisiertes Phänomen wurde dieses Ritual sowohl als Schaffung einer neuen Verbindung zwischen Nachbarn als auch als Ausdruck der Einheit des französischen Volkes wahrgenommen.
Der Applaus verminderte sich nach der Aufhebung der Eindämmungsmaßnahmen allmählich, bis er im Juni 2020 ganz verschwand. Laut einer Umfrage klatschten 59 % der Franzosen nie für die Pflegekräfte, im Gegensatz dazu zeigten 2 % diese Geste regelmäßig.

#### Abbau von Krankenhausbetten, Kosten der Überlastung des Gesundheitssystems
Die Gewerkschaften, darunter das Collectif Inter-Hôpitaux, machen ihre Forderungen deutlich: „Wir brauchen nicht nur Applaus“. Sie prangern die Kürzung der Mittel, die Schließung von Betten und Abteilungen und den Verlust der Kaufkraft der Beschäftigten an.
Die Streichung von Betten (bzw. Aufnahmekapazitäten) wurde seit vielen Jahren angeprangert, nicht erst als die Pandemie begann und die Überlastung der Krankenhäuser der Auslöser für die Entscheidung zur Quarantäne war. Die Einsparungen von einigen Milliarden Euro, die durch Haushaltskürzungen erzielt werden, wurden mit den Hunderten von Milliarden Euro verglichen, die die Begleitmaßnahmen der Quarantäne kosteten:
- im März 2021 hat sich das Staatsdefizit innerhalb eines Jahres um 193 Milliarden Euro erhöht,[45]
- « Le couvre-feu à 18 h coûte environ 10 milliards par mois à l’État » (deutsch: „Die Ausgangssperre um 18 Uhr kostet den Staat etwa 10 Milliarden pro Monat“), sagt Laurent Saint-Martin, der Hauptberichterstatter für den Haushalt der Partei LREM in der Haushaltsversammlung,
- bei seiner Ankündigung am 31. März wird geschätzt, dass die 3. einmonatige Ausgangssperre 20 Milliarden Euro an zusätzlichem Defizit kosten wird.[45]

Trotz der katastrophalen Finanzbilanz und der großen Auswirkungen der politischen Entscheidungen zur Stilllegung von Betten, die seit mehreren Amtszeiten getroffen wurden, werden die gleichen Leitlinien beibehalten und die Streichung von Betten im Krankenhaussystem wird in ganz Frankreich fortgesetzt. Während die Regierung aufgrund der Überlastung der Krankenhäuser in die Enge getrieben wird, erklärte Olivier Véran am 18. November 2020: « Je sors totalement du dogme de la réduction des lits lorsqu’il y a des transformations de projets hospitaliers. Ça c’est terminé ! » (deutsch: „Ich verlasse das Dogma des Bettenabbaus vollständig, wenn es Umwandlungen von Krankenhausprojekten gibt. Das ist vorbei.“) Trotzdem musste Olivier Milleron, Kardiologe am Krankenhaus Bichat, bei einer Pressekonferenz des Collectif inter-hôpitaux am 1. Dezember feststellen, dass „die Krankenhausumbauprojekte immer noch auf der Tagesordnung stehen, die die Schließung von Hunderten von Betten und den Abbau zahlreicher Krankenhausarbeitsplätze vorsehen“. Am 5. April 2021 betont die nationale Koordinierungsstelle, dass Emmanuel Macron während der ersten Quarantäne versprochen hatte, die Zahl der Intensivbetten von 5.000 auf 12.000 zu erhöhen. Ein Jahr später gibt der Präsident der Republik an, dass es nur 7.000 gibt und dass das Ziel darin besteht, 10.000 zu erreichen.

#### Reaktion des Pflegepersonals
Angehörige der Gesundheitsberufe verstehen im Allgemeinen die Absicht dieser öffentlichen Demonstration und schätzen sie. Sie äußern die Hoffnung, dass es sich nicht nur um eine Angst vor den Gesundheitsrisiken handelt, die durch die COVID-19-Pandemie verursacht werden. Auch Gesundheits- und Krankenpfleger, Ärzte und Rettungssanitäter sind von dieser Mobilisierung sehr berührt.
Doch der Applaus und vor allem die Versprechungen waren schon nach dem ersten Lockdown vergessen: Beim zweiten, wie auch beim dritten Lockdown ist die materielle Ausstattung immer noch mangelhaft, das Personal unzureichend und der Bettenabbau wird fortgesetzt.

### In Indien
Während seiner Rede am 19. März 2020 ermutigte Narendra Modi, Premierminister von Indien, zum Applaus während des Lockdowns.

### In Italien
In Italien, dem ersten europäischen Land, das wegen der Pandemie abgeriegelt wurde, fand der minutenlange Applaus um 18 Uhr statt. Einige Einwohner stimmten auch italienische Lieder wie den Canto della Verbena oder die Nationalhymne auf ihren Balkonen an.
Die New York Times berichtete am 16. März 2020 in den USA über das italienische Ereignis: “Italians Find ‘a Moment of Joy in This Moment of Anxiety’” (deutsch: „Die Italiener finden einen Moment der Freude in diesen Zeiten der Angst“).

### Im Vereinigten Königreich

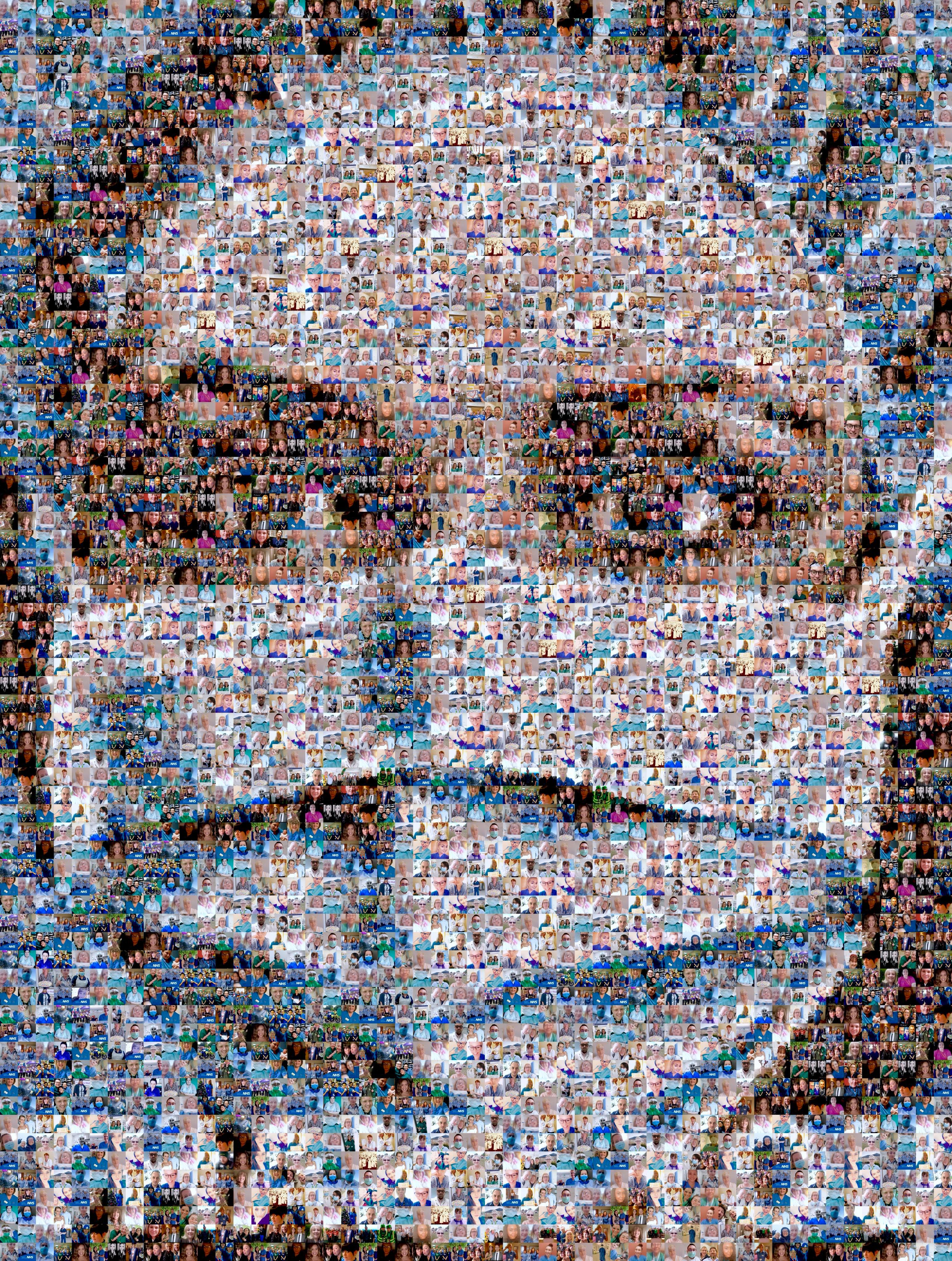
Thank You, Collage von Nathan Wyburn, 2020.

Im Vereinigten Königreich hatte die Ehrung „Clap for Carers“ die Form einer Online-Kampagne, die an zehn Abenden von Ende März bis Ende Mai 2020 stattfand. Nachbarn standen jeden Donnerstag um 20 Uhr vor ihrer Haustür und schlugen auf Töpfe und Pfannen, manchmal begleitet von Polizeisirenen und Blaulicht. Dieses Verhalten wurde vereinzelt als „wohlwollender Nationalismus“ angesehen. Der britische Premierminister Boris Johnson erklärte, dass der britische Nationale Gesundheitsdienst „von Liebe gespeist“ werde, eine Art „heroische Frontlinie“ angesichts einer globalen Pandemie.
Im Vereinigten Königreich initiiert Annemarie Plas, eine niederländische Immigrantin, die in London lebt, die Fensterklatsch-Kampagne während der Pandemie. Sie fanden zwischen dem 26. März und dem 28. Mai 2020 jeden Donnerstagabend um 20 Uhr statt. Die Initiative wurde als Clap for our Carers bekannt. Viele Prominente, Influencer, Politiker und öffentliche Personen nehmen daran teil. Zu den Teilnehmern gehörten u. a. Premierminister Boris Johnson, Schatzkanzler Rishi Sunak, Jeremy Corbyn, Sir Paul McCartney, Kylie Minogue, David Beckham, Daniel Craig, Phoebe Waller-Bridge, Naomie Harris und Sir Elton John. Auch die Prinzen George und Louis und Prinzessin Charlotte unterstützten die Veranstaltung von ihrem Wohnsitz Anmer Hall aus. Die Fensterklatsch-Kampagne wurde von Sky, ITV, Channel 4 und der BBC ausgestrahlt.
Nathan Wyburn kreierte eine digitale Collage (Thank You) aus über 200 Bildern von Mitgliedern des National Health Service (NHS), um deren Arbeit zu würdigen.
Im Januar 2021 schlug Annemarie Plas vor, die Clap for Heroes während des dritten Lockdowns, den das Land erlebte, zu verlängern.

## Soziologische Analysen des Rituals
Die Solidaritätsbekundung für Pflegekräfte durch synchronisiertes Klatschen zu einer bestimmten Uhrzeit ist eine Form eines zeitgenössischen, nicht religiösen Rituals, das den Zusammenhalt der Bevölkerung in einer schwierigen Situation stärken soll. Sie findet an der Grenze zwischen einem privaten Raum (der Wohnung oder dem Haus) und einem öffentlichen Raum (dem Balkon oder dem Eingang) statt und weist daher durch ihre Sichtbarkeit Merkmale der Gesellschaft des Spektakels auf: Videos des Phänomens, Inszenierungen. Sie hebt den Begriff des Kollektivs hervor, der als wesentlich für die Bewältigung der Epidemie angesehen wird (dank des öffentlichen Dienstes), und verleiht Verbindungen zwischen Personen, die sich in Wirklichkeit nicht kennen, eine besondere Intensität, wodurch das Kollektiv und das Individuum vorübergehend ins Gleichgewicht gebracht werden. Schließlich beruhigt es in seiner Wiederholungsdimension die Menschen in einer für sie besonders angstbesetzten Zeit: Die Ritualisierung passt sich dem sozialen Wandel an, denn Gesellschaften, die sich verändern, erneuern auch die Art und Weise, wie starke Momente markiert werden. Das Ritual suggeriert die Notwendigkeit, als Teil einer Gemeinschaft zu erscheinen und damit die eigene Existenz zu bestätigen und als Individuum anerkannt zu werden. Diese sozialen Interaktionen geben in diesem Kontext Bedeutung.
Die Bezeichnung dieses Phänomens als „Ritual der Dankbarkeit“ ist jedoch umstritten und wird von einigen als eine Reihe von Tropen betrachtet, wie z. B. die des Pflegepersonals, das als Held gesehen wird, der sich opfert, um die Mängel der nationalen Pflegesysteme zu verdecken.